# Jean-Louis Lacroix
Pour les articles homonymes, voir Lacroix.
Jean-Louis Lacroix, dit Lacroix de Niré, (né le 9 août 1766 à Paris ou il est mort le 19 avril 1813) est un écrivain français, chef adjoint à l'administration générale des domaines de Paris.

## Biographie
Jean-Louis Lacroix est le fils de Théodore Lacroix (1707-1777), directeur de la correspondance, des domaines et des fermes générales, et d'Anne Marie Allotte de Chancelé.
Son épouse, Antoinette Bochet, est la sœur de Cécile Bochet, de Nathalie Bochet épouse de Philippe Marcotte de Quivières, d'Edme Bochet, et cousin de Delphine Ramel seconde épouse de Jean-Auguste-Dominique Ingres par le mariage Bochet-Ramel de Nogaret.
Il est le père de Paul Lacroix (1806-1884), dit P.-L. Jacob ou Bibliophile Jacob, et de Jules Lacroix (1809-1887), poète et écrivain. Il est le beau-père du comte Hippolyte Roussel de Roany.

## Citation
[…]
J'accours des bords français, tous les vœux sont remplis ;
Enfin au roi des rois il vient de naître un fils,
Tibre, console-toi, la race d'un grand homme
Ressuscite le trône et la grandeur de Rome.
Toi, Tamise insensée, entends dans la terreur
De tes malheurs futurs l'oracle avant-coureur.
D'un insolent espoir cesse de te repaître ;
Carthage doit trembler, Rome vient de renaître.
Déjà son roi respire ; il vit, et son berceau
De tes sujets vaincus prépare le tombeau.
[…]
Le Tibre, la Tamise et Protée, songe sur la naissance du Roi de Rome, vers 88 à 97

## Publications
- Andromède, poème en cinq chants (1785, in-12)

- Ianthé, ou la Rose du Mont-Snodon et les cinq rivaux, (1801, 2 vol. in-12) : traduction du roman d’Emily Clark Ianthé, or the flower of Caernarvon (1798)

- Ladouski et Floriska, ou les Mines de Pologne, roman qui fit fureur, et qui fournit à Pixerécourt un sujet de mélodrame (1801, 4 vol. in-12)

- Hymen, ou le Choix d'une épouse, poème, suivi du Bois de Thomiris (1810, in-18)

- Iolanda Fitz-Alton, ou les Malheurs d'une jeune Irlandaise (1810, 3 vol. in-12)

- Le Tibre, la Tamise et Prolée, songe sur la naissance du Roi de Rome (1811, in-12)

## Pour approfondir